# Parafia św. Hermana z Alaski w Fairbanks
Parafia św. Hermana z Alaski w Fairbanks – prawosławna parafia w Fairbanks. Jedna z 10 parafii tworzących dekanat misyjny Anchorage diecezji Alaski Kościoła Prawosławnego w Ameryce.
Pierwsze nabożeństwa prawosławne w Fairbanks miały miejsce na początku lat 70. XX wieku i były odprawiane w kościele św. Mateusza należącym do Kościoła Episkopalnego. W ciągu następnych kilku lat nabożeństwa odbywały się jedynie w prywatnych domach, kilka razy w roku. W połowie lat 80. wspólnota prawosławna Fairbanks liczyła ok. 30 osób, jednak w ciągu kolejnych kilku lat liczba ta podwoiła się, zaś garaż w pobliżu domu proboszcza parafii został zaadaptowany na kaplicę. Po 1986 parafianie wykupili trzyakrową działkę budowlaną i wznieśli obecnie wykorzystywaną cerkiew.